# Codex Laudianus
O Codex Laudianus, ou Códice Laudiano, também abreviado Ea ou 08 (Gregory-Aland), é um manuscrito uncial que contém o livro de Atos dos Apóstolos (lacuna in 26,29-28,26) em grego e latim em colunas paralelas. É datado do século VI ou VII, sendo que a maioria dos eruditos inclina-se para o sexto.
Actualmente acha-se no Biblioteca Bodleiana (Laud. Gr. 35) en Oxford.